# St. Martin (Griesbach)

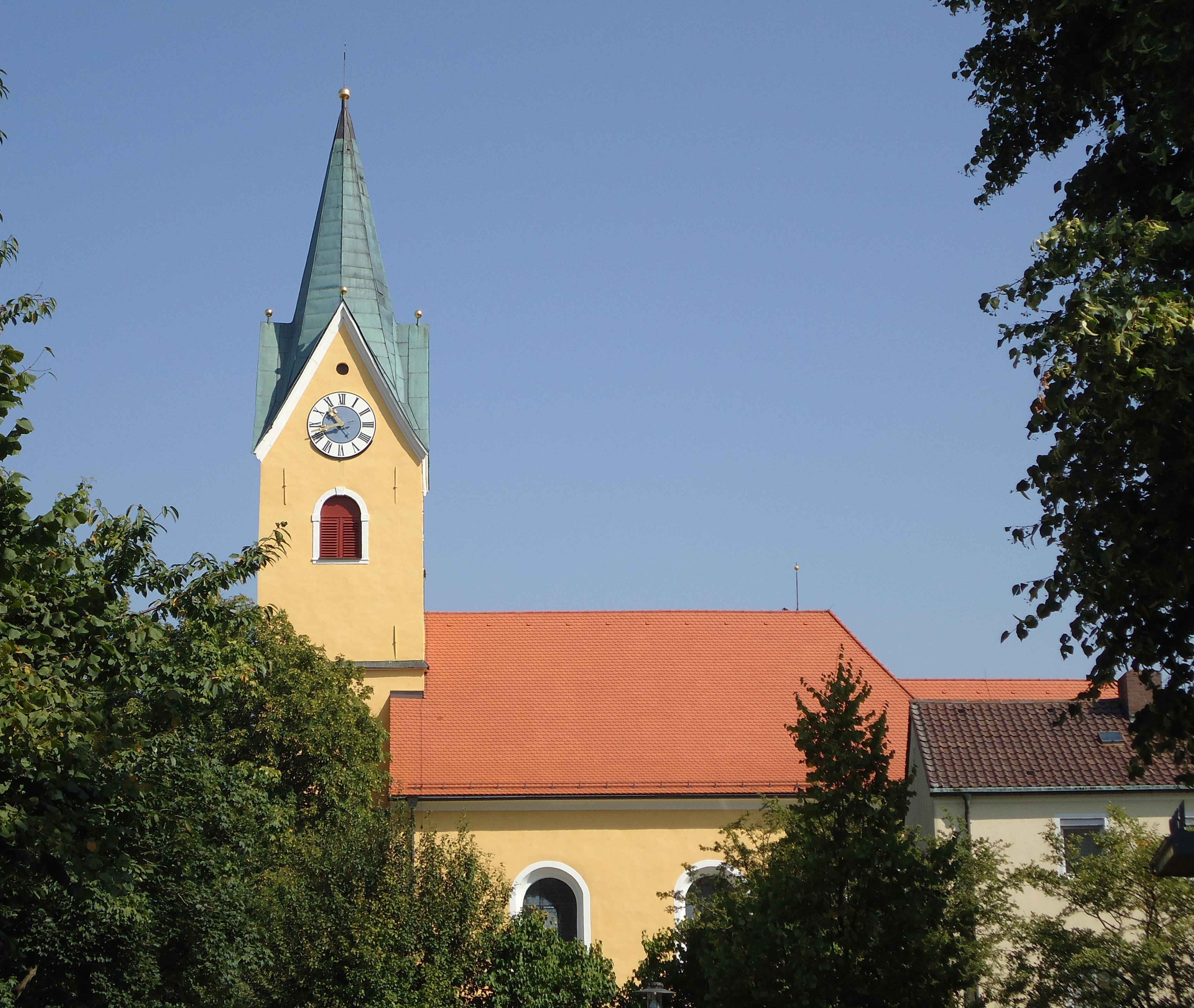
Pfarrkirche St. Martin, 2012

Die Pfarrkirche St. Martin ist eine katholische Kirche im Mähringer Ortsteil Griesbach. Zusammen mit dem Ort Großkonreuth und dessen Pfarrkirche St. Johannes Baptist bilden die beiden Orte ein eigenes Pfarramt im Dekanat Tirschenreuth des Bistums Regensburg.

## Baugeschichte
Die Kirche wurde gegen Ende des 18. Jahrhunderts im Jahr 1783 als Saalbau errichtet. Der Hochaltar von St. Martin wurde 1801 im Gebäude angebracht. Das Bauwerk ist heute ein eingetragenes Baudenkmal.

## Beschreibung
Der Altarraum ist eingezogen und von drei Seiten her geschlossen, die Ecken des Langhauses sind zum Chor hin abgerundet. Der viersäulige Hochaltar, der von einem Volutengiebel verziert ist und aus dem Jahr 1801 stammt, sowie die beiden Seitenaltäre sind spätbarock.
Das Altarbild zeigt Martin von Tours, den Patron der Kirche; auf den beiden Seitenflügeln sind die Apostel Petrus und Paulus abgebildet. Die Bilder des Seitenaltares zeigen die heilige Maria und Josef, die zu Beginn des 19. Jahrhunderts entstanden. Das Orgelprospekt befand sich ursprünglich in der Kirche des Klosters Speinshart. Die Figuren der vier Kirchenväter, die sich im Langhaus befinden, wurden um 1700 geschaffen.